# Hardman Lever

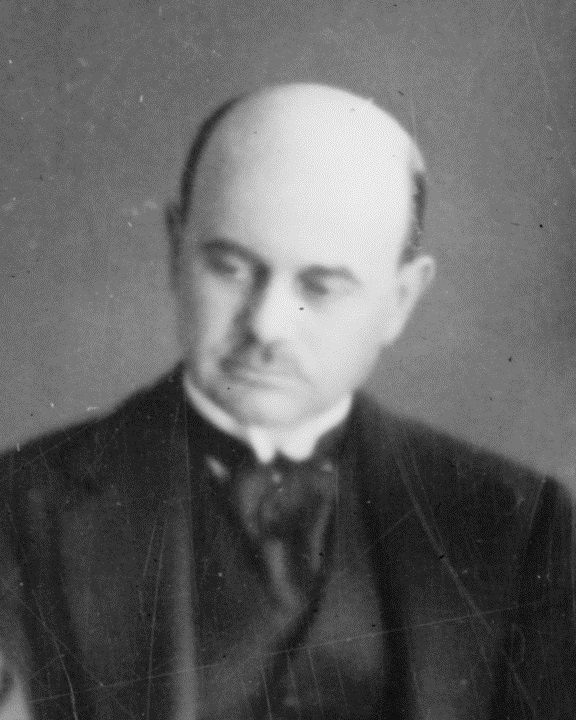
Hardman Lever (1917)

Sir Samuel Hardman Lever, 1. Baronet, KCB (* 18. April 1869 in 21 Bedford Place, Bootle, Lancashire; † 1. Juli 1947 in Northlands, Abbey Hill Road, Winchester, Hampshire) war ein britischer Buchhalter, Wirtschaftsprüfer, Verwaltungsbeamter und Politiker der Liberal Party, der zwischen 1916 und 1919 Finanzsekretär im Schatzamt (Financial Secretary to the Treasury) war und 1920 zum 1. Baronet erhoben wurde. Er war ein prominenter Kostenbuchhalter, der in Kriegszeiten eine bedeutende Rolle in den angloamerikanischen Finanzbeziehungen spielte.

## Leben

### Ausbildung und Tätigkeit als Wirtschaftsprüfer
Samuel Hardman Lever, jüngerer von zwei Söhnen des Baumwollhändlers Samuel Lever und dessen Ehefrau Elisabeth Cain Hardman, und wurde nach dem Tode seines Vaters, der im Alter von nur einundzwanzig Jahren verstarb, früh Halbwaise. Er besuchte die Merchant Taylors’ School in Crosby und absolvierte daraufhin eine Berufsausbildung zum Buchhalter bei T. T. Rogers in Liverpool, die er 1890 mit der Prüfung zum Vereidigten Buchprüfer am Institute of Chartered Accountants in England and Wales (ICAEW) beendete. Bald darauf verließ er Liverpool und trat in New York City der Wirtschaftsprüfungsgesellschaft Barrow, Wade, Guthrie & Co. bei. Einige Jahre später wurde er Partner und gründete außerdem das Wirtschaftsprüfungsbüro Lever, Anyon und Spence in London. 1915 war Munitionsminister (Minister of Munitions) David Lloyd George, der damals im Zuge der Munitionskrise von 1915 an einem großen Programm zum Bau nationaler Fabriken beteiligt war, sehr besorgt über die Produktionskosten und die Kontrolle der Gewinne aus Munitionsverträgen. Ihm wurde geraten, die Dienste des besten verfügbaren Experten für Kostenrechnung in Anspruch zu nehmen, einer Wissenschaft, die damals in den Vereinigten Staaten weiter entwickelt war als in Großbritannien. Lever wurde empfohlen und reiste im August 1915 sehr kurzfristig aus New York an. Offiziell wurde er stellvertretender Finanzsekretär des Munitionsministeriums (Assistant Financial Secretary to the Ministry of Munitions) mit einem breiten Aufgabenspektrum, musste sich aber mehr und mehr auf die Institution der Kostenrechnungssysteme der nationalen Fabriken konzentrieren. Seine Aufgabe bestand darin, sicherzustellen, dass intern effiziente Kostenrechnungstechniken und -kontrollen angewendet wurden und dass kostengünstige Vereinbarungen den Platz wettbewerbsfähiger Verträge für die Lieferung von Munition einnehmen. Viele Unternehmen, die die Vorteile von Kalkulationsmethoden bisher nicht kannten, mussten daher Kalkulationssysteme installieren und begannen endlich, deren Wert zu schätzen.

### Finanzsekretär im Schatzamt und Erhebung zum Baronet

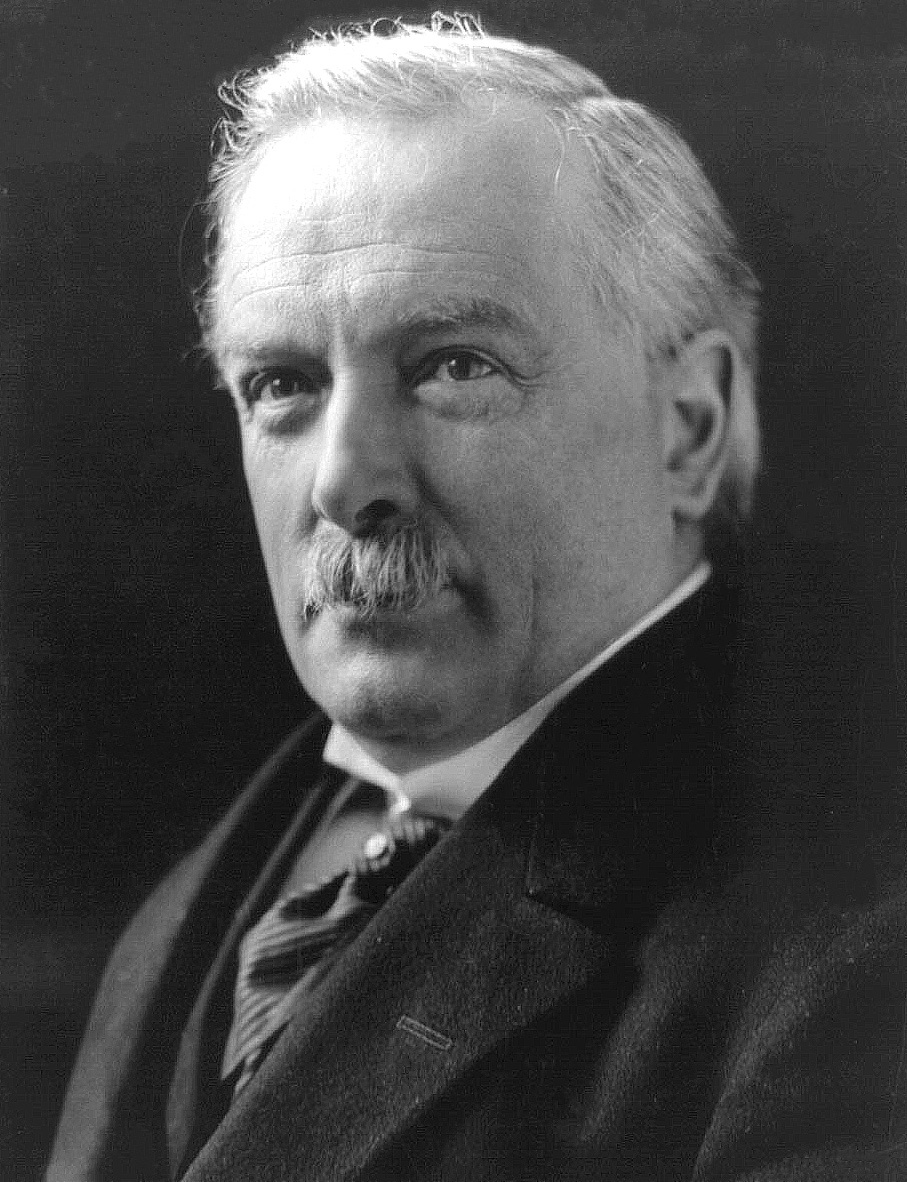
In der Regierung von Premierminister David Lloyd George war Lever Finanzsekretär im Schatzamt (Financial Secretary to the Treasury).

Als Lloyd George am 5. Dezember 1916 Premierminister wurde, schlossen seine Ernennungen mehrere Persönlichkeiten mit wenig oder keiner parlamentarischen Erfahrung und ohne besonderes Interesse an Politik ein. Levers Ernennung zum Finanzsekretär im Schatzamt (Financial Secretary to the Treasury) in der Regierung Lloyd George war fragwürdig, denn seine Ambitionen gingen nicht in diese Richtung und seine bisherigen Erfahrungen passten nachweislich nicht für ein Amt, das sowohl Kenntnisse der nationalen Finanzen als auch der parlamentarischen Verfahren erforderte. Tatsächlich wurde er nie dazu berufen, die normalen Aufgaben seines Postens zu erfüllen, da er innerhalb von zwei Monaten nach seiner Ernennung in einen anderen Tätigkeitsbereich versetzt wurde, für den er hervorragend geeignet war. Die britische Regierung hatte praktisch alle verfügbaren Dollarressourcen erschöpft, um die großen Verpflichtungen zu decken, die sie für amerikanische Lieferungen eingegangen war. Im Laufe des Januars 1917 wurde klar, dass jemand, der das Vertrauen der Regierung genoss, nach New York City gehen musste, um in engen Kontakt mit J. P. Morgan & Co. zu treten, die als Agenten für die Regierung fungierten, um Aufträge zu erteilen und Geldmittel zu beschaffen.
Lever, der am 1. Januar 1917 zum Knight Commander des Order of the Bath (KCB) geschlagen wurde und fortan den Namenszusatz „Sir“ führte, war die offensichtliche Wahl, da er viele Jahre in New York gelebt hatte, mit den US-amerikanischen Industrie- und Finanzführern in Kontakt stand und ihr Vertrauen genoss. Er kam im Februar 1917 in Amerika an und wurde offizieller Vertreter des Finanzministeriums, nachdem die Vereinigten Staaten im April 1917 in den Ersten Weltkrieg eingetreten waren. Er stand auch in engem Kontakt mit der kanadischen Regierung über alle finanziellen Beziehungen zu Großbritannien. Er kehrte erst nach Kriegsende nach England zurück und bekleidete das Amt des Finanzsekretärs im Schatzamt bis zum 19. Mai 1919. Am 3. Februar 1920 wurde er zum 1. Baronet Lever of Allerton, Lancashire erhoben. Ihm wurde auch das Ritterkreuz der französischen Ehrenlegion sowie die Würde eines Kommandeurs des Ordens der Krone von Italien verliehen.

### Nachkriegszeit
Nach dem Krieg wurde Lever Direktor mehrerer führender Industrieunternehmen und wurde von Zeit zu Zeit auch für weitere öffentliche Dienste herangezogen. Von 1919 bis 1921 war er Finanzvertreter im Verkehrsministerium, Mitglied des Elektrizitätsausschusses unter dem Vorsitzenden William Weir, 1. Baron Weir, dem sogenannten „Weir Committee on Electricity“, der den Bau des nationalen Stromnetzes empfahl, und Vorsitzender eines 1927 eingesetzten Ausschusses zur Untersuchung des Inlandstelegrafendienstes. Als die Gefahr eines Krieges mit Deutschland drohte, leitete Lever 1938 eine Luftmission nach Kanada, die zum Bau von Flugzeugen in diesem Land und den Vereinigten Staaten führte, die sich während des Zweiten Weltkrieges als unschätzbar erwiesen hatten, und sechs Monate später unternahm er eine ähnliche Mission nach Australien und Neuseeland.
Lever, der in seinem großen Freundeskreis auf beiden Seiten des Atlantiks nie als etwas anderes als „Sammie“ galt, war im Wesentlichen eine robuste Figur. Einmal in New York als „ein Brite, der amerikanische Geräusche machte“ (‚a Britisher who made American noises‘) beschrieben, war er, abgesehen von den Geräuschen, im Wesentlichen britisch und liberal gesinnt. Seine Liebe zum Cricket nahm er mit in die Vereinigten Staaten und schaffte es sogar in seiner Jugend, es dort zu spielen. Im späteren Leben war er ein begeisterter Golfer und ein leidenschaftlicher Angler. Er war ein prominenter Kostenbuchhalter, der in Kriegszeiten eine bedeutende Rolle in den angloamerikanischen Finanzbeziehungen spielte, starb am 1. Juli 1947 in seinem Haus, Northlands, Abbey Hill Road, Winchester, Hampshire. Seine 1900 geschlossene Ehe mit Mary Edythe Gault blieb kinderlos, so dass mit seinem Tode der Titel des Baronet erlosch.

## Veröffentlichung
- Report of the Committee on the Inland Telegraph Service, 1927, London, H.M. Stationery Office, 1928

## Hintergrundliteratur
- S. Marriner: The ministry of munitions, 1915–19, and government accounting procedures, in: Accounting and Business Research, Band 10 (1980), S. 130–142
- E. Jones: Accountancy and the British economy, 1840–1980. The evolution of Ernst & Whinney (1981)
- K. Burk (Hrsg.): War and the state. The transformation of British government, 1914–1919 (1982)